# Parailia occidentalis
Parailia occidentalis är en fiskart som först beskrevs av Pellegrin, 1901.  Parailia occidentalis ingår i släktet Parailia och familjen Schilbeidae. IUCN kategoriserar arten globalt som livskraftig. Inga underarter finns listade i Catalogue of Life.